# Diamesa nowickiana
Diamesa nowickiana är en tvåvingeart som beskrevs av Kownacki 1975. Diamesa nowickiana ingår i släktet Diamesa och familjen fjädermyggor. Inga underarter finns listade i Catalogue of Life.